# Pseudebulea
Pseudebulea és un gènere d'arnes de la família Crambidae.

## Taxonomia
- Pseudebulea fentoni Butler, 1881
- Pseudebulea hainanensis Munroe & Mutuura, 1968
- Pseudebulea kuatunensis Munroe & Mutuura, 1968
- Pseudebulea lungtanensis Munroe & Mutuura, 1968